# Carnegieplein
Het Carnegieplein is een plein in Den Haag, behorend tot de wijk Zorgvliet (in het stadsdeel Scheveningen). Het driehoekige plein ligt voor het Vredespaleis en werd in 1913 aangelegd, toen de bouw van het paleis voltooid was. Naamgever is Andrew Carnegie, die voor de bouw van het Vredespaleis 1.500.000 had geschonken. De andere begrenzingen van het plein zijn de Scheveningseweg en de Anna Paulownastraat.
Op het plein staan twee monumenten: het Haags herdenkingsmonument 1940-1945, onthuld in 1992, en de eerste Nederlandse wereldvredesvlam, onthuld op 18 april 2002.
Aan het Carnegieplein staan slechts twee gebouwen: het Vredespaleis met de naastgelegen beheerderswoning (huisnummer 2) en het hoofdkantoor van de NIBC, oorspronkelijk de Nationale Investeringsbank (huisnummer 4-5). Dit pand beslaat tegenwoordig de gehele lengte van de Burgemeester Patijnlaan tot aan de Burgemeester Van Karnebeekstraat.
Tot 1944 stond recht tegenover het Vredespaleis, waar nu de aanbouw van de NIBC staat, Huize Kleykamp (huisnummer 6), een witte villa, waarin een kunsthandel was gevestigd. Het pand werd tijdens de Tweede Wereldoorlog door de Duitsers in gebruik genomen om er het Centrale Bevolkingsregister te vestigen, met duplicaten van alle uitgegeven persoonsbewijzen. Op 11 april 1944 werd het door zes Britse Mosquito jachtvliegers gebombardeerd.
Het Carnegieplein wordt regelmatig gebruikt voor demonstraties.

## Herinrichting
In 2012/2013 werd het plein heringericht. Sindsdien bestaat het Carnegieplein uit twee delen, het voorplein van het Vredespaleis en een eilanddeel.
Op het voorplein werd een bezoekerscentrum gebouwd. Het oorlogsmonument op het eilanddeel werd verplaatst, waardoor het zicht op het Vredespaleis werd verbeterd. De bomen op het eilanddeel bleven staan en maken deel uit van de Groene Hoofdstructuur. Het aantal parkeerplaatsen op het plein werd verminderd.
In 2016/2020 werden de tramrails en tramhalte aangepast om breder trammaterieel te kunnen toelaten.

## Trivia
- De Carnegielaan loopt langs de achterkant van het Vredespaleis en begint bij de Laan van Meerdervoort. Hij maakt deel uit van de Centrumring S100.
- Op de hoek van de Scheveningseweg en de Anna Paulownastraat bevond zich vroeger café-restaurant de la Paix, waarvan de ingang aan de Scheveningseweg 14 lag. Daarboven waren toen al appartementen. Het gebouw heet nu Résidence Carnegie, met de ingang aan de Anna Paulownastraat.

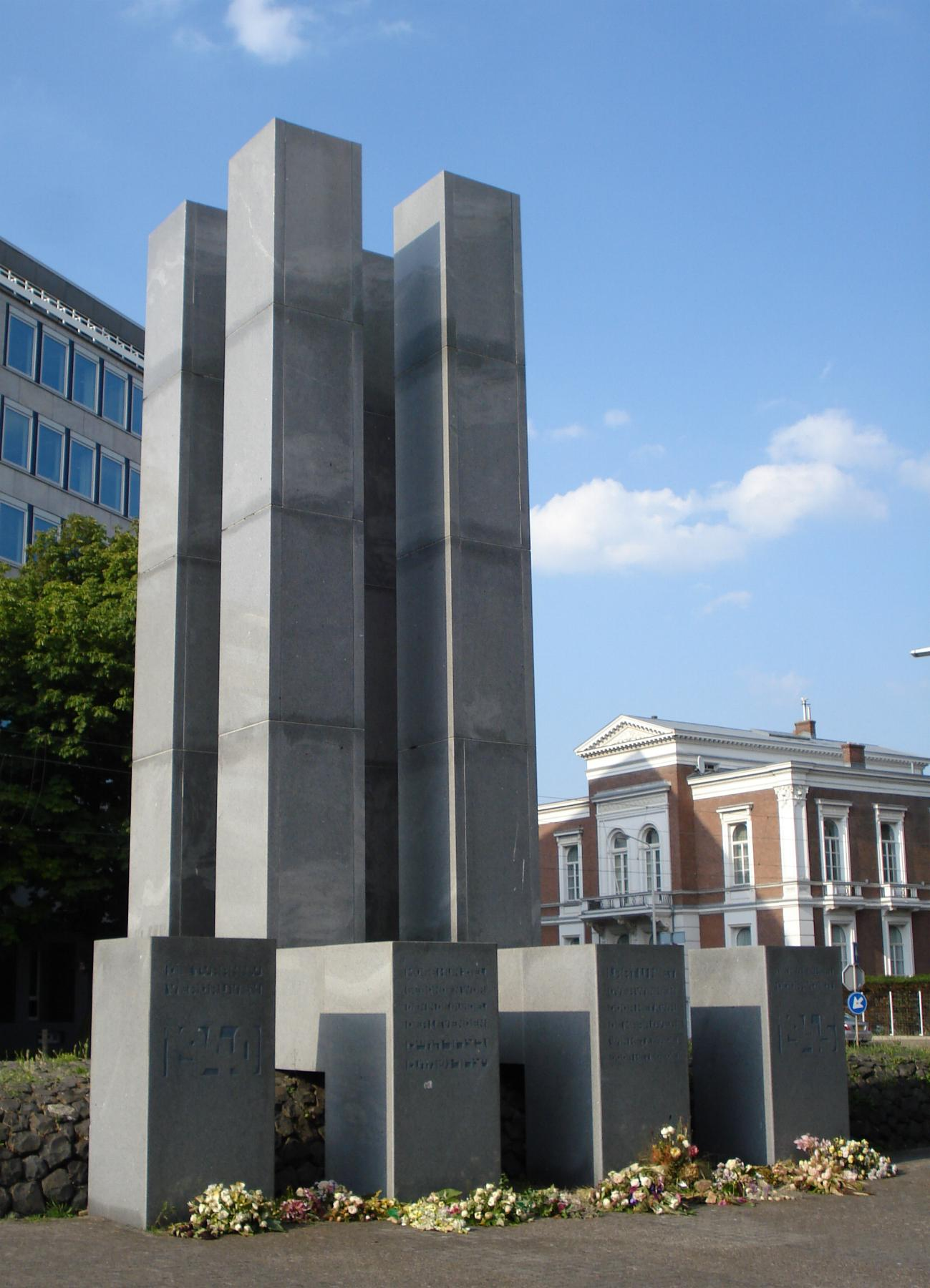
Oorlogsmonument
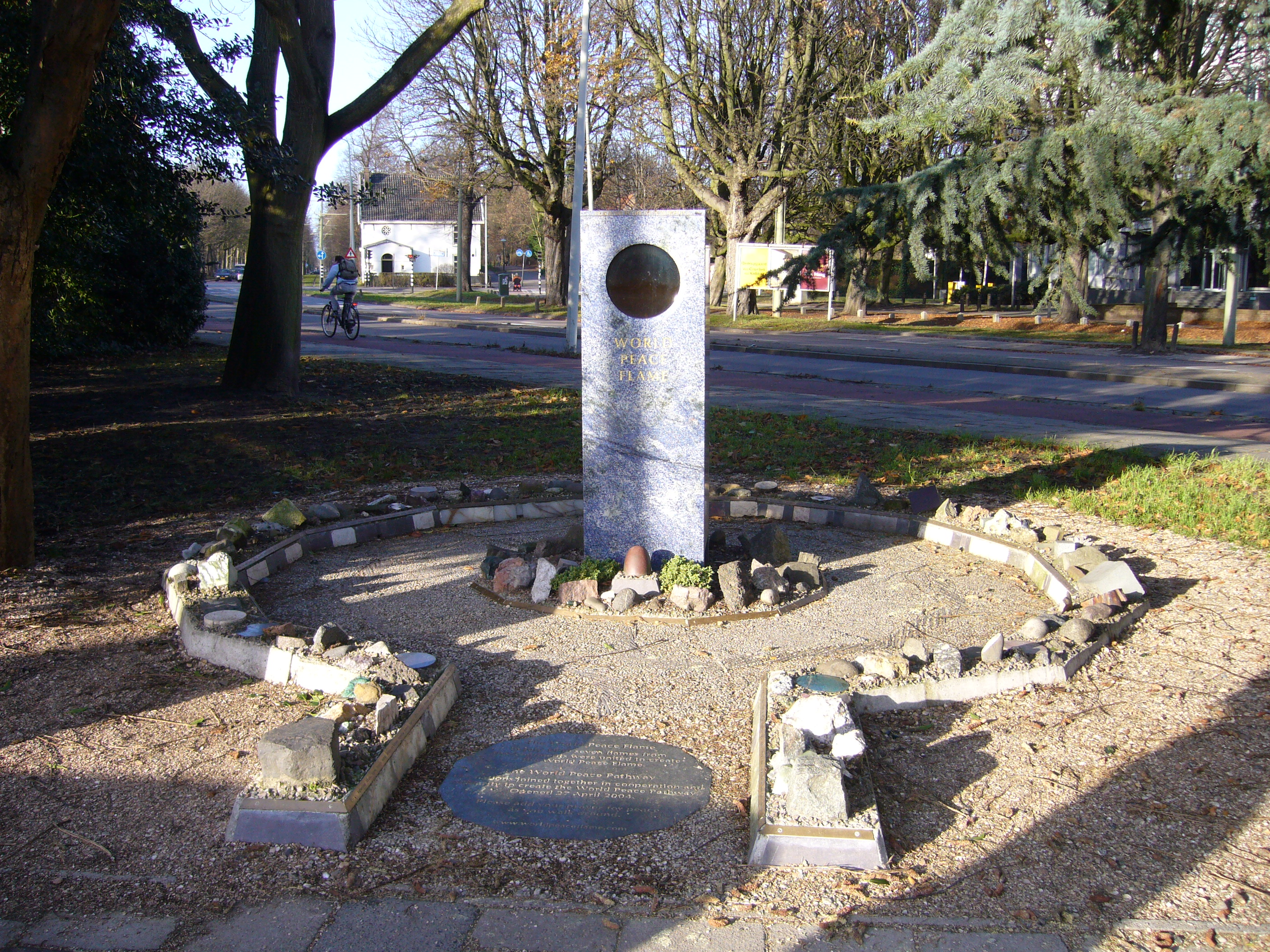
Vredesvlam
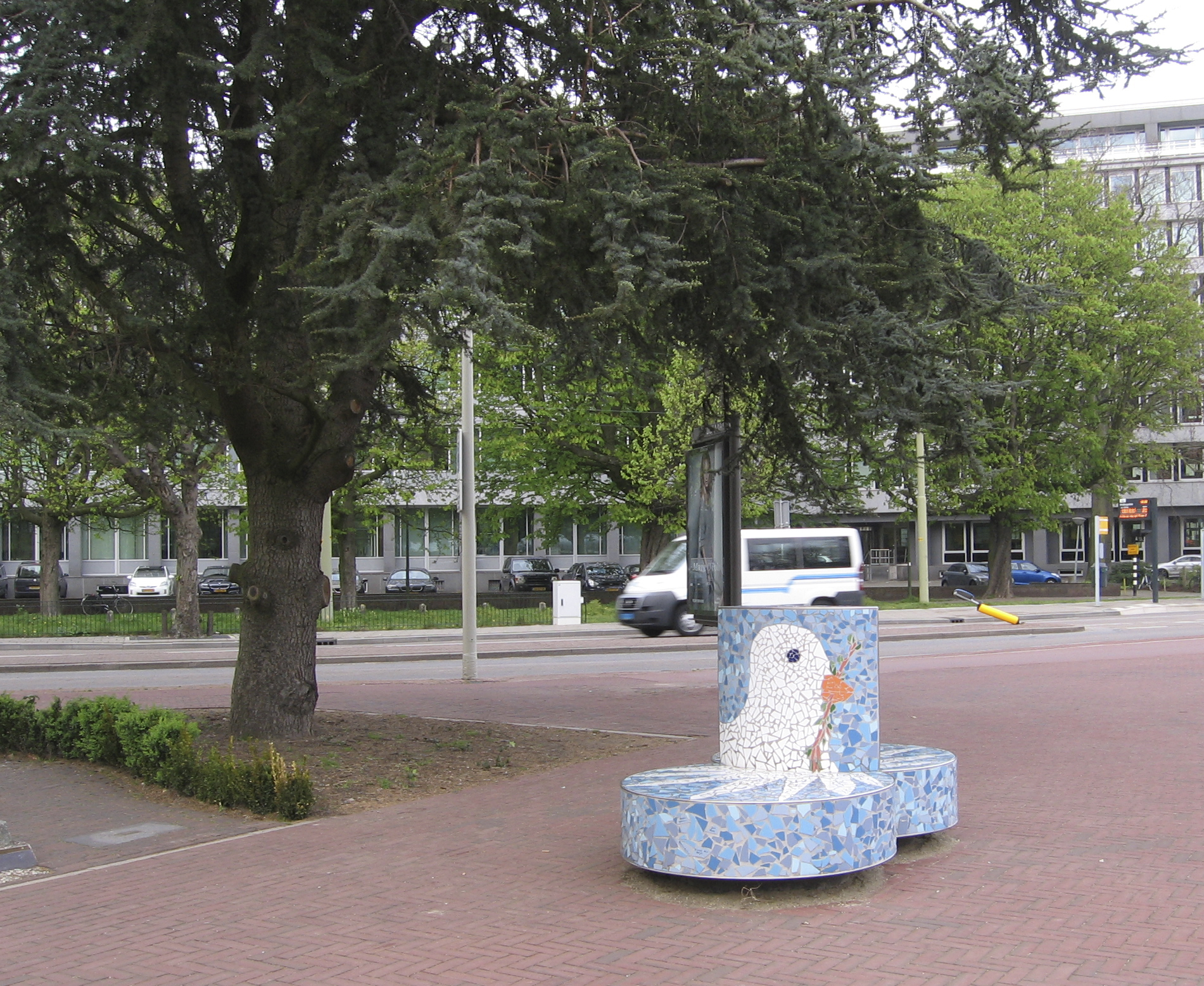
Mozaïekbank (op de achtergrond de NIBC)
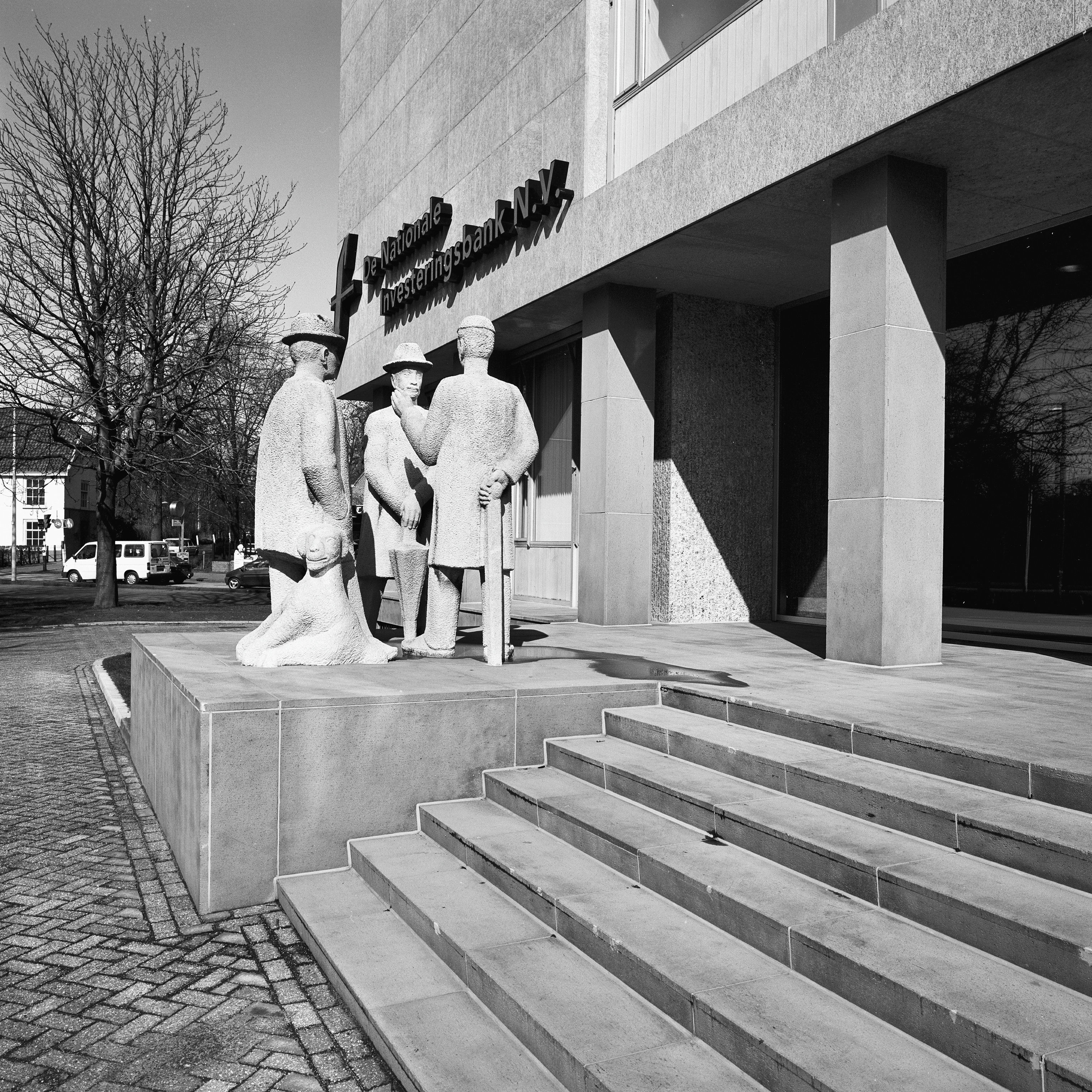
Nationale Inversteringsbank in 1995